# Flugunfall der Sabena bei Magazini
Der Flugunfall der Sabena bei Magazini ereignete sich am 12. Mai 1948. An diesem Tag verunglückte eine Douglas DC-4-1009 der Sabena (OO-CBE), mit der ein interkontinentaler Linienflug von Johannesburg nach Brüssel mit Zwischenstopps in Leopoldville und Libenge in Belgisch-Kongo durchgeführt werden sollte, auf dem zweiten Flugabschnitt. Die Cockpitbesatzung verlor beim Durchfliegen eines Tornados die Kontrolle über die Maschine. Bei dem Unfall kamen 31 von 32 Personen an Bord ums Leben.

## Maschine
Das Flugzeug war eine Douglas DC-4-1009 mit der Werknummer 42932, die 1946 im Werk der Douglas Aircraft Company gebaut wurde, ehe sie am 17. April 1946 an die Sabena ausgeliefert wurde, welche die Maschine mit dem Luftfahrzeugkennzeichen OO-CBE zuließ. Das viermotorige Langstreckenflugzeug war mit vier Sternmotoren des Typs Pratt & Whitney R-2000-2SD-13G Twin Wasp ausgestattet.

## Passagiere und Besatzung
Es befanden sich 25 Passagiere sowie eine siebenköpfige Besatzung an Bord.

## Unfallhergang
Die Maschine startete um 8:05 Uhr Ortszeit auf dem Flughafen Leopoldville-Ndjili. Etwa drei Stunden später verloren die Piloten bei Magazini, etwa 25 Kilometer südlich des Zielflughafens in Libenge, die Kontrolle über die Maschine, die daraufhin in ein Waldstück stürzte.
Das Wrack wurde am nächsten Tag entdeckt und es konnte ein Überlebender geborgen werden. Die übrigen 31 Insassen waren ums Leben gekommen.

## Unfalluntersuchung
Die Unfalluntersuchung ergab, dass die Piloten die Maschine in das aktive Zentrum eines Tornados geflogen hatten. Die Maschine sei daraufhin wahrscheinlich durch eine Fallbö zu Boden gedrückt worden.